# Wild Girl
Pour plus de détails, voir Fiche technique et Distribution.
Wild Girl est un film américain réalisé par Raoul Walsh, sorti en 1932.

## Synopsis
Salomy Jane, un garçon manqué, vit avec son père Madison Clay à Redwood City, une petite ville dans la Sierra Nevada. Un jour, alors qu'elle est dans la même diligence que Phineas Baldwin, un puritain hypocrite qui veut se faire élire maire de Redwood, il cherche à profiter d'elle. Plus tard, un homme, surnommé l'Étranger, arrive en ville à la recherche de Baldwin qui est responsable du suicide de sa sœur...

## Fiche technique
- Titre original : Wild Girl
- Réalisation : Raoul Walsh
- Scénario : Doris Anderson, d'après la nouvelle Salomy Jane's Kiss  et le roman Salomy Jane de Bret Harte, et la pièce Salomy Jane de Paul Armstrong
- Direction artistique : Joseph Wright
- Costumes : Earl Luick
- Photographie : Norbert Brodine
- Son : George Leverett
- Montage : Jack Murray
- Société de production : Fox Film Corporation
- Société de distribution : Fox Film Corporation
- Pays d’origine :  États-Unis
- Langue originale : anglais
- Format : noir et blanc — 35 mm — 1,37:1 — son Mono (Western Electric System)
- Genre : Western
- Durée : 78 minutes
- Date de sortie :
  - États-Unis : 9 octobre 1932

## Distribution
- Charles Farrell : L'Étranger
- Joan Bennett : Salomy Jane
- Ralph Bellamy : Jack Marbury
- Eugene Pallette : Yuba Bill
- Irving Pichel : Rufe Waters
- Minna Gombell : Minna, la prostituée
- Willard Robertson : Red Pete
- Sarah Padden : Lise
- Morgan Wallace : Phineas Baldwin